# متلازمة كانتو
متلازمة كانتو (خلل التنسج العظمي الغضروفي)  هي حالة نادرة تتميز بفرط الشعر، خلل التنسج العظمي الغضروفي، و تضخم في القلب. وصفت أقل من 50 حالة في الأدب. وترتبط بطفرة في جين ABCC9 الذي يرمز لبروتين ABCC9.

## الأعراض
الملامح الرئيسية لهذه الحالة هي فرط الشعر، تضخم غضروفي عظمي، وتضخم القلب. كما أن هناك سحنة مميزة لها. وتشمل الميزات الأخرى القناة الشريانية المفتوحة، التضخم الخلقي للبطين الأيسر، والانصباب التاموري.
تظهر النتائج النمائية العصبية بشكل طبيعي، ولكن تم الإبلاغ عن سمات هوسية وقلق. قد ترتبط أيضًا بالتهابات متكررة مع مستويات منخفضة من الأجسام المضادة ونزيف في المعدة، وتشمل المضاعفات المحتملة الإضافية الوذمة اللمفاوية وتغاير لون القزحيتين.  

## السبب

متلازمة كانتو تورث بطريقة صبغية سائدة.

يبدو أن متلازمة كانتو موروثة بطريقة صبغية سائدة  ويبدو أنها تتأثر بجين ABCC9. يوفر الجين ABCC9 مخططًا لإنشاء مستقبلات السلفونيل يوريا 2 في جسم الإنسان. يقع الجين على الذراع القصير للصبغي 12 (12p12). نسبت طفرات في جين آخر ( KCNJ8 ) أيضًا إلي هذا الاضطراب. يقوم كلا الجينين بالتشفير في وحدات فرعية لقناة ATP الحساسة للبوتاسيوم (KATP). يقع هذا الجين الثاني أيضًا على الذراع القصير للصبغي 12 (12p12.1). [بحاجة لمصدر]

## الآلية
من حيث آلية متلازمة كانتي، يبلغ إجمالي طفرات جين ABCC9 عدد 25/31 في المجموع. من الناحية الفسيولوجية، مستقبلات السلفونيل يوريا 2 مهمة في استرخاء الأوعية الدموية.
زيادة في توتر الأوكسجين بعد الولادة، بالإضافة إلى تناقص PGE2 (بروستاغلاندين شائع  ) يؤدي إلى تثبيط قنوات البوتاسيوم ذات الجهد الكهربائي وتقلص العضلات الملساء (في القناة).

## التشخيص
يمكن تشخيص هذه الحالة عن طريق الفحص الجيني. علاوة على ذلك، قد يساعد تخطيط صدى القلب والأشعة السينية في التشخيص.

### تشخيص متباين
يتكون التشخيص التفريقي لهذه الحالة مما يلي:
- اعتلال عضلة القلب الضخامي
- متلازمة بكوث ودمان
- الحثل الشحمي الخلقي

## العلاج
يعتمد العلاج / التدبير العلاجي لمتلازمة كانتو على الخيار الجراحي للقناة الشريانية المفتوحة في بداية العمر، وإدارة الجنف من خلال التمتين. علاوة على ذلك، هناك حاجة إلى رسم القلب بانتظام للفرد المشخص بهذه الحالة.

## التاريخ
وصفت هذه الحالة لأول مرة في عام 1982 من قبل كانتو إت أل.